# Бенджамін Цандер
Бенджамін Цандер (Benjamin Zander) (9 березня 1939) — американський диригент родом із Великої Британії, музичний керівник Бостонського Філармонічного Оркестру, викладач Консерваторії Нової Англії, мистецтвознавець, громадський діяч. Відомий власним баченням творів Густава Малера і популярними лекціями перед концертами. Уродженець Геррардс Кросс, Бакінгемшир, Англія.

## Біографія та діяльність
Вивчати музику Цандер починав у рідній Англії з гри на віолончелі та уроків композиції під керівництвом власного батька. Коли йому було дев'ять років, Едвард Бріттен виявив цікавість до його розвитку і запросив родину Цандера провести літній відпочинок в Альдебурзі. Це призвело до тривалої співпраці з Бріттеном, а також до того, що Бенджамін почав брати уроки композиції та теорії музики у близької подруги Бріттена Імоджен Холст, дочки Густава Холста.
У п'ятнадцятирічному віці Цандер кинув школу і переїхав у Флоренцію за запрошенням віртуоза гри на віолончелі Гаспара Касадо, який став його вчителем і наставником на наступні п'ять років. Уміння грати на віолончелі Цандер розвивав у ході навчання в Державній Академії Кельна, активно подорожуючи з Касадо, беручи участь у концертах камерної музики і даючи сольні концерти.
У 1964 Цандер закінчив Університетський коледж Лондона (відділення Лондонського Університету), отримавши нагороду за найкращий твір і стипендію Співдружності Хакнеса на навчання в аспірантурі Гарварда. З цього моменту Бостон став його домівкою.
З 1967 року Цандер викладав музичну інтерпретацію на одному з факультетів Консерваторії Нової Англії і керував оркестром Молодіжної Філармонії і оркестрами консерваторії. Протягом тих 32 років, що він був диригентом Молодіжної Філармонії, Цандер керував оркестрами в 12 міжнародних турах, випустив 5 комерційних збірників та кілька документальних фільмів PBS. Крім того, він працював на NEC, був художнім директором Консерваторії Нової Англії за програмою Вальнат Хілл, відомої приватної школи-інтернату, в якій він вів щотижневі майстер-класи.
З 1979 року по сьогоднішній день Цандер є диригентом Бостонського Філармонічного оркестру. У його великому репертуарі особливо виділяються композиції епохи пізнього романтизму, а також твори композиторів 20 століття, особливо Густава Малера, інтерпретацією творів якого Цандер знаменитий. Спільно з Бостонським Філармонічним оркестром, він випустив п'ять критичних записів на твори Стравінського, Бетховена, Малера,Шостаковича і Равеля. Роботи Цандера часто отримували схвалення і високі оцінки. Серед них відгук в журналі «Класичний CD» (Classic CD), який назвав запис балету Стравінського «Весна священна» у виконанні оркестру Бостонської Філармонії найкращим з існуючих. А про Симфонію № 6 Малера, випущеної Домініком Рівзом, журнал Американ Рекординг Гайд (American Record Guide) написав: «Тут з'єдналися Реттл і обидва Бернштейни, записані так добре, як тільки можна це зробити… Найбільшим досягненням Цандера і його напівпрофесійного оркестру є шоста симфонія Малера, багатокомпонентна і найбільш складна».
Сезон 2003–2004 був ювілейним, двадцять п'ятим сезоном Бостонського Філармонічного оркестру і був оголошений малерівським. Саме в цьому сезоні друга симфонія Малера виконувалася на сцені Нью-Йоркського Карнегі-холу.
До справжнього моменту Цандеру належить ціла серія записів творів Бетховена і Малера, створених спільно з Лондонським філармонічним оркестром на незалежній студії звукозапису «Теларк». Кожний такий запис супроводжується диском з лекцією Цандера, в ході якої він пояснює слухачам сенс музичних композицій. Журнал «Хай Фіделіті» назвав його запис малерівської симфонії № 6 найкращою класичною платівкою 2002 року, третя симфонія в 2004 році виграла премію Німецької Асоціації Критиків в номінації Вибір Критиків, дев'ята була номінована на Греммі. А останній реліз п'ятої Симфонії Брукнера (спільно з оркестром Лондонської Філармонії) був номінований на премію Греммі в 2010 році.
19 липня 2006 Цандер отримав ступінь почесного доктора наук в університеті Лідса, а 17 травня 2009 аналогічну ступінь від Консерваторії Нової Англії за те, що диригував оркестрами Бостонської консерваторії та консерваторії Нової Англії, а також хором Тафтського університету у Симфонічному залі Бостона.
Окрім музики, Цандер активно займається читанням лекцій з лідерства для різноманітних організацій. Чотири рази він був ведучим доповідачем на Всесвітньому економічному форумі в Давосі, де був нагороджений Кришталевої премією за «видатний внесок у мистецтво і міжнародні відносини». Його книга «Мистецтво перспективи», написана у співавторстві з психотерапевтом Розамунд Цандер, була переведена на 17 мов. Брати Цандера Люк (лікар) і Майкл (професор юриспруденції Лондонської школи економіки і політичних наук) також обдаровані музиканти.